# Four of a Kind (album)
Four of a Kind è il quattordicesimo album in studio dei Goblin, pubblicato da BackToTheFudda nel 2015.

## Tracce
1. Uneven Times – 7:30
2. In the Name of Goblin – 4:46
3. Mousse Roll – 5:05
4. Bon Ton – 4:36
5. Kingdom – 5:35
6. Dark Blue(s) – 5:03
7. Love & Hate – 5:28
8. 008 – 5:22

## Musicisti
- Massimo Morante: chitarre
- Fabio Pignatelli: basso
- Agostino Marangolo: batteria
- Maurizio Guarini: tastiere
- Antonio Marangolo: sax (in Uneven Times)
- Aidan Zammit: tastiere (in Bon Ton)